# Bang Ye-dam
Bang Ye-dam (kor. 방예담, ur. 7 maja 2002 r.) – południowokoreański piosenkarz i były członek boys bandu Treasure wytwórni YG Entertainment. W 2012 roku wziął udział w przesłuchaniu do drugiej edycji programu K-pop Star i zajął drugie miejsce. W czerwcu 2013 Bang Ye-dam został stażystą YG Entertainment. Po siedmioletnim okresie treningowym 5 czerwca 2020 roku wydał singiel zatytułowany „Wayo” (왜요). Następnie zadebiutował w Treasure 7 sierpnia 2020 roku. 8 listopada 2022 roku opuścił Treasure po rozwiązaniu kontraktu. W sierpniu 2023 roku podpisał wyłączny kontrakt z GF Entertainment jako solista i producent.

## Biografia

### Wczesne lata
Bang Ye-dam urodził się 7 maja 2002 roku w Seulu w Korei Południowej. Pochodzi z muzykalnej rodziny, jego ojciec, Bang Dae-sik, jest dobrze znany z wydania ponad 40 piosenek do reklam i animacji, w tym koreańskiej wersji do japońskich piosenek otwierających anime Pokemon, Dragon Ball i nie tylko. Jego matka, Jung Mi-young, jest znana ze śpiewania ścieżek dźwiękowych w koreańskim dramacie Friends i filmie After the Show Ends (연극이 끝난 뒤). Jego wujek Bang Yong-seok jest znanym kompozytorem i reżyserem w branży filmów komercyjnych. W wieku pięciu lat Bang wziął udział w utworach do serialu telewizyjnego Bboong bboong-E (방귀대장 뿡뿡이) oraz w koreańskiej wersji japońskiego anime Onegai! Samia-don. 5 marca 2007 roku po raz pierwszy wystąpił w filmie dokumentalnym 15 Second Fever, Hold the World u boku swoich rodziców.

### 2012-2019: Początki kariery
W sierpniu 2012 roku Bang wziął udział w przesłuchaniu do drugiego sezonu K-pop Star. Podczas pierwszej rundy BoA komplementowała jego wokal porównując go do młodego Michaela Jacksona. Park Jin-young chwalił jego rytm, podczas gdy Yang Hyun-suk był zaintrygowany. Ostatecznie zajął drugie miejsce za rodzeństwem AKMU.  W czerwcu 2013 r. Yang Hyun-suk potwierdził, że Bang dołączył do jego wytwórni, dzięki czemu zarówno zdobywcy pierwszego, jak i drugiego miejsca podpisali kontrakt z YG Entertainment. W tym samym roku wystąpił w finale WIN: Who is Next z artystami YG Lee Hi i Akdong Musician. W styczniu 2014 roku pojawił się również w programie Winner TV.
W trakcie treningu przed swoim debiutem, 21 listopada 2017 r., Bang pojawił się w programie survivalowym Stray Kids wraz z innymi stażystami jako reprezentanci YG Entertainment. Jego nazwisko znalazło się na szczycie południowokoreańskiego portalu Naver, podczas gdy jego wideo z występem do „There's Nothing Holdin' Me Back” Shawna Mendesa znalazło się na pierwszym miejscu listy 100 najpopularniejszych filmów Naver TV. Na YouTube wideo przekroczyło 3 miliony wyświetleń w ciągu 24 godzin i zgromadziło 45 milionów wyświetleń do czerwca 2021 roku. 5 października 2018 roku pojawił się epizodycznie w serialu YG Future Strategy Office. W listopadzie 2018 r. Bang uczestniczył w  programie survivalowy YG Treasure Box, w którym 29 stażystów rywalizowało o miejsce w nowej grupie chłopców. Uczestniczył jako zawodnik w ramach „Team A ”. Podczas finału Bang dołączył do ostatecznego składu Treasure, zajmując pierwsze miejsce spośród zespołu wokalnego.

### Od 2020: Debiut i odejście z Treasure
21 maja 2020 r. YG Entertainment ogłosiło przed oficjalnym debiutem Treasure, że Bang 5 czerwca wyda cyfrowy singiel zatytułowany „Wayo”. W produkcji uczestniczyli koledzy z wytwórni, Kang Seung-yoon z Winner i Lee Chan-hyuk z AKMU. Nie przeprowadzono żadnej promocji singla ze względu na przygotowania do debiutu z Treasure. Po wydaniu singiel osiągnął 10. miejsce na liście Billboard World Digital Songs i wszedł do pierwszej setki na 98. miejscu na liście Billboard Korea K-Pop 100 chart.
Bang trenował w YG Entertainment przez siedem lat, zanim 7 sierpnia oficjalnie zadebiutował jako członek Treasure. Wydali pierwszą część serii The First Step z single albumem The First Step: Chapter One, wraz z główny singlem "Boy". Pięć miesięcy od debiutu seria The First Step sprzedała się w ponad milionie egzemplarzy. W efekcie grupa zdobyła tytuł „Million Seller”.
8 listopada 2022 roku YG Entertainment ogłosiło, że wyłączny kontrakt Bang Ye-dama z ich firmą został rozwiązany i że on i jego kolega Mashiho opuszczą grupę.
W sierpniu 2023 roku podpisał wyłączny kontrakt z GF Entertainment jako solista i producent.

## Dyskografia

### Solowa

#### Minialbumy
| Rok  | Dane dot. albumu                                                                                             | Najwyższa pozycja | Sprzedaż       |
| Rok  | Dane dot. albumu                                                                                             | KOR (Circle)      | Sprzedaż       |
| ---- | --- | ----------------- | -------------- |
| 2023 | Only One - Wydany: 23 listopada 2023 - Wytwórnia: GF Entertainment - Format: CD, digital download, streaming | 7                 | - KOR: 50 034+ |

#### Single cyfrowe
| Rok                                                       | Tytuł         | Najwyższa pozycja | Najwyższa pozycja | Najwyższa pozycja | Album    |
| Rok                                                       | Tytuł         | KOR               | KOR               | US World          | Album    |
| Rok                                                       | Tytuł         | Circle            | Hot               | US World          | Album    |
| --------------------------------------------------------- | ------------- | ----------------- | ----------------- | ----------------- | -------- |
| 2020                                                      | „Wayo" (왜요) | –                 | 94                | 10                | –        |
| 2023                                                      | „Miss You"    | –                 | –                 | –                 | Only One |
| 2023                                                      | „Only One"    | –                 | –                 | –                 | Only One |
| „–” oznacza, że singiel nie był notowany na danej liście. |               |                   |                   |                   |          |

#### Pozostałe utwory notowane
| Rok                                                       | Tytuł                      | Najwyższa pozycja | Sprzedaż       | Album              |
| Rok                                                       | Tytuł                      | Circle            | Sprzedaż       | Album              |
| --------------------------------------------------------- | -------------------------- | ----------------- | -------------- | ------------------ |
| 2013                                                      | „Sir Duke"                 | 42                | - KOR: 94 393+ | K-pop Star S2 TOP8 |
| 2013                                                      | „When a Man Loves a Woman" | 61                | - KOR: 41 479+ | K-pop Star S2 TOP5 |
| 2013                                                      | „Karma Chameleon"          | 70                | - KOR: 41 254+ | K-pop Star S2 TOP2 |
| „–” oznacza, że singiel nie był notowany na danej liście. |                            |                   |                |                    |

## Filmografia

### Serial telewizyjny
| Rok  | Tytuł                     | Tytuł             | platforma | Uwagi |
| Rok  | angielski                 | koreański         | platforma | Uwagi |
| ---- | ------------------------- | ----------------- | --------- | ----- |
| 2018 | YG Future Strategy Office | YG 전략 자료 본부 | Netflix   | Cameo |

### Programy rozrywkowe
| Rok       | Tytuł               | Tytuł         | Platforma     | Uwagi           |
| Rok       | język angielski     | koreański     | Platforma     | Uwagi           |
| --------- | ------------------- | ------------- | ------------- | --------------- |
| 2012–2013 | K-pop Star 2        | K팝스타 2     | SBS           | Drugie miejsce  |
| 2014      | K-pop Star 3        | K팝스타 3     | SBS           | Odcinek 14      |
| 2014      | Winner TV           | 위너 TV       | Mnet          | Odcinek 8       |
| 2017      | Stray Kids          | 스트레이 키즈 | Mnet          | Odcinek 6–7     |
| 2018–2019 | YG Treasure Box     | YG 보석 함    | JTBC2 YouTube | uczestnik       |
| 2020      | King of Mask Singer | 복면가 왕     | MBC           | Odcinki 283–284 |